# Hüseyin Cengiz
Hüseyin Cengiz (Lochem, 25 juli 1984) is een Nederlands-Turks voetballer die als middenvelder speelt.
Cengiz brak door bij AGOVV waarvoor hij op amateurbasis speelde. Door Gençlerbirliği OFTAŞ werd hij naar Turkije gehaald waar hij vooral op huurbasis bij Yeni Kırşehirspor speelde. Daar vertrok hij vanwege betalingsproblemen. Zijn contract bij Hacettepe werd pas in 2010 officieel ontbonden. Cengiz trainde bij C.S.V. De CJV-ers en zou ook voor de amateurclub gaan spelen. Een aanbod uit de Maldiven om bij VB Sports Club (in 2012 hernoemd in VB Addu FC) te gaan spelen, bleek aantrekkelijker en met die club won hij meerdere nationale prijzen en speelde hij in de AFC Champions League. Sinds begin 2013 speelt hij in het Nederlandse amateurvoetbal.